# Begonia truncicola
Begonia truncicola é uma espécie de Begonia, nativa do Equador.